# Mihály Hesz
Mihály Hesz także Hess (ur. 15 grudnia 1943 w Nógrádzie) – węgierski kajakarz. Dwukrotny medalista olimpijski.
Medale na igrzyskach zdobywał w jedynkach. W 1964 w Tokio zajął drugie miejsce w wyścigu na 1000 metrów, cztery lata później zwyciężył na tym samym dystansie. Wielokrotnie stawał na podium mistrzostw świata i Europy. Jego żoną była pływaczka Andrea Gyarmati.

## Starty olimpijskie
Tokio 1964
- K-1 1000 m –  srebro

Meksyk 1968
- K-1 1000 m –  złoto